# Tympáki
Tympáki är en ort i Grekland.   Den ligger i prefekturen Nomós Irakleíou och regionen Kreta, i den sydöstra delen av landet, 300 km söder om huvudstaden Aten. Tympáki ligger 25 meter över havet och antalet invånare är 4 923.
Terrängen runt Tympáki är huvudsakligen kuperad, men den allra närmaste omgivningen är platt. Havet är nära Tympáki åt sydväst.Runt Tympáki är det ganska tätbefolkat, med 58 invånare per kvadratkilometer. Närmaste större samhälle är Moíres, 9,8 km öster om Tympáki. Trakten runt Tympáki består till största delen av jordbruksmark.